# Ernst Stoffers

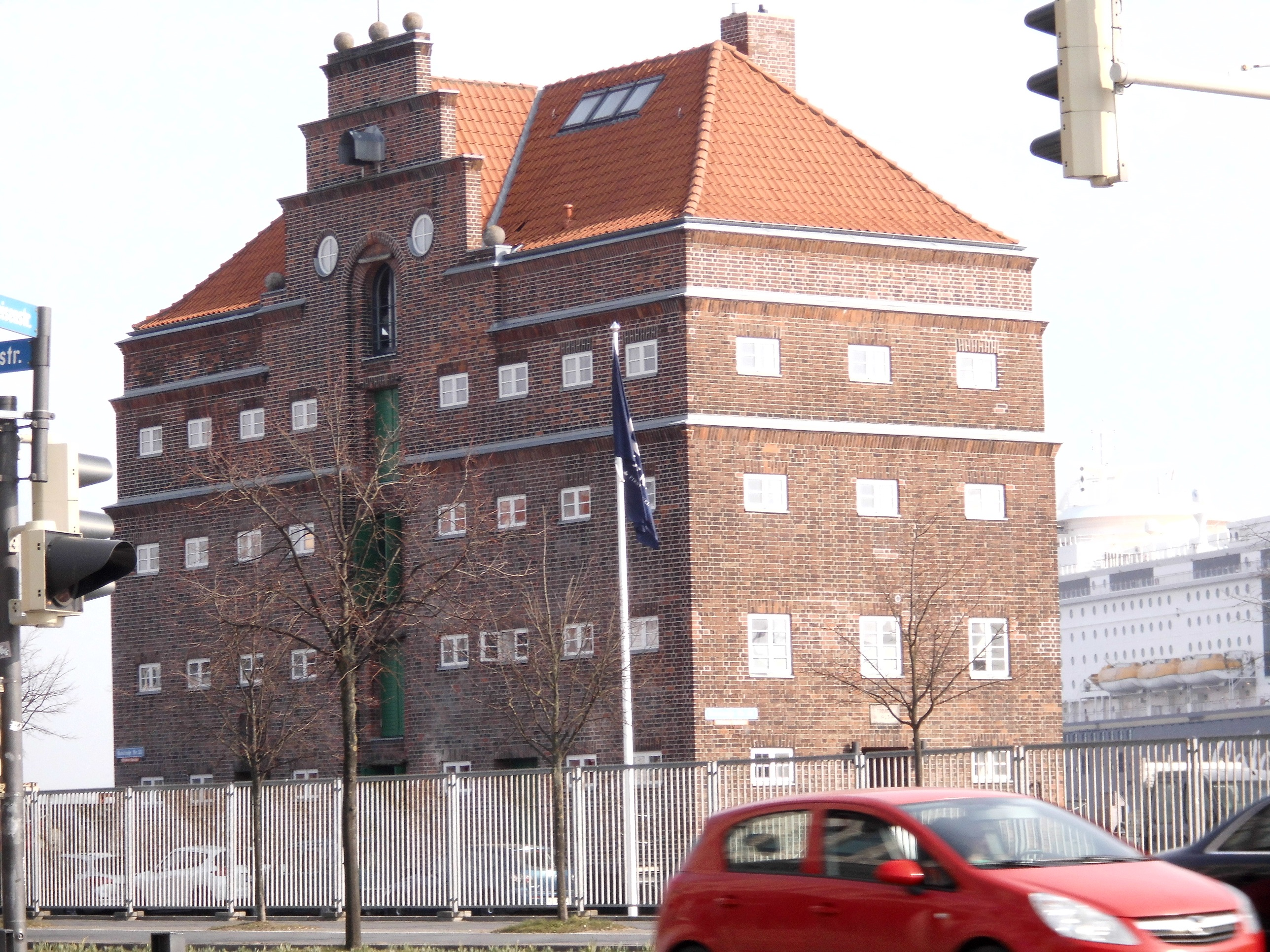
Eckmann-Speicher, Kiel

Ernst Stoffers (* 14. Oktober 1876 in Schwerin; † 11. Mai 1964 in Kiel) war ein deutscher Architekt.

## Leben

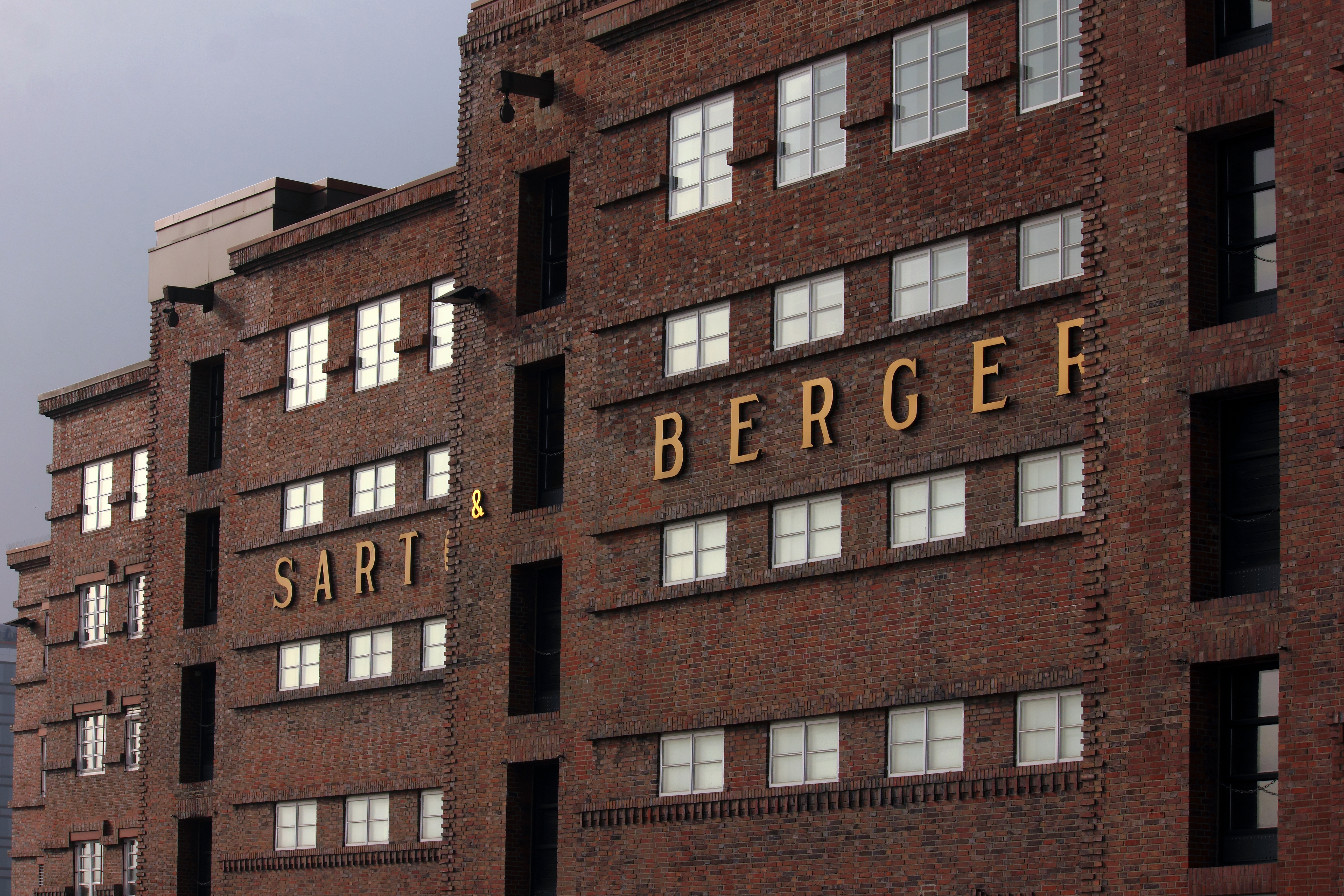
Sartori & Berger-Speicher, Kiel

Stoffers begann seine Ausbildung an der Baugewerkschule Eckernförde und an der Kunstgewerbeschule Berlin. Er war danach zunächst Gasthörer an der TH Charlottenburg und studierte anschließend Architektur in Hannover. Nachdem er kurz im preußischen Staatsdienst und beim Universitätsbauamt in Kiel tätig gewesen war, arbeitete er ab 1902 als freischaffender Architekt in Kiel. Stoffers war Mitglied des Bund Deutscher Architekten.

## Bauten (Auswahl)

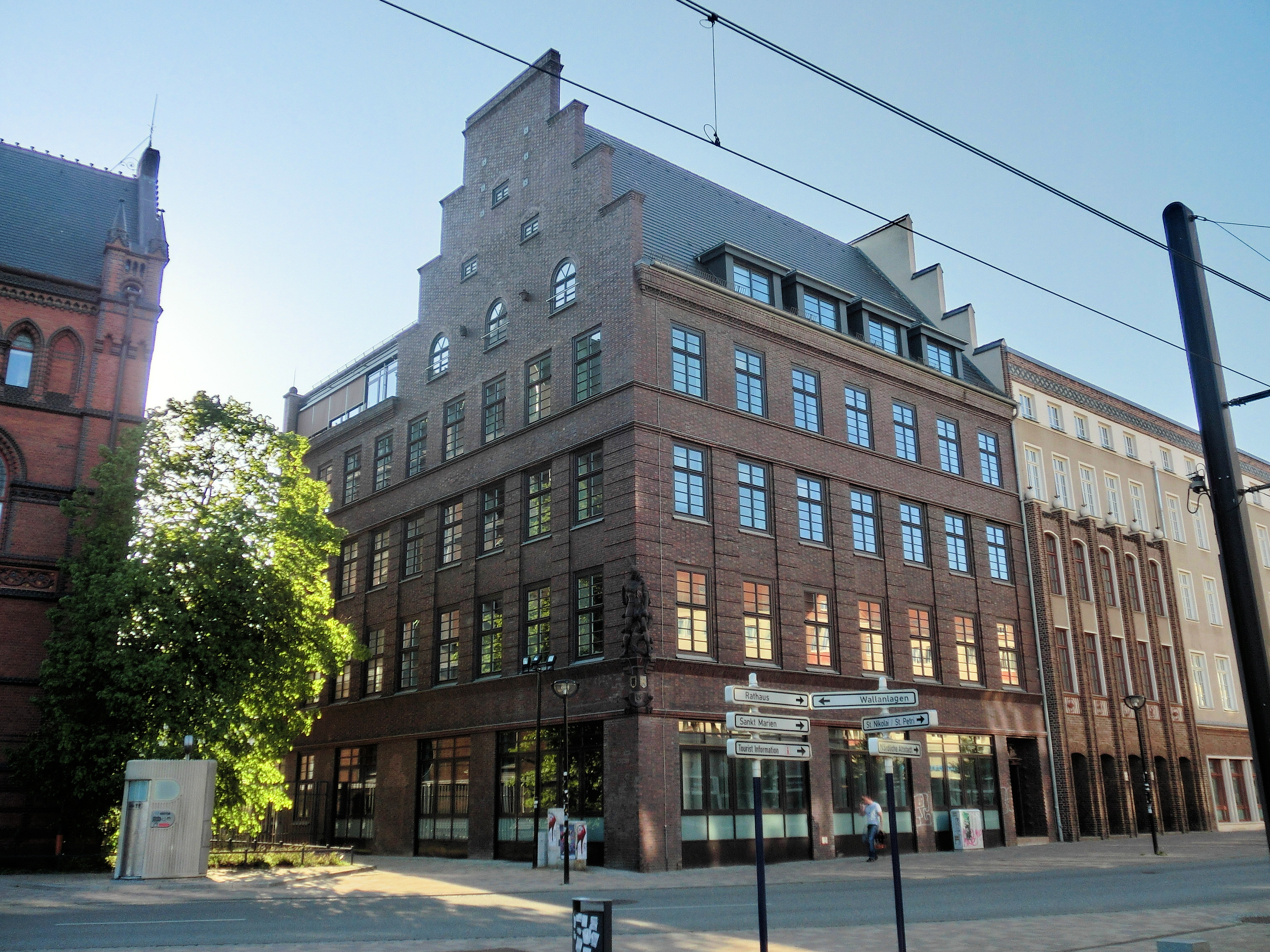
Ehem. Mecklenburgische Ritterschaftliche Brandkasse, Rostock

- 1908–10 Warenhaus Karstadt, Kiel (1943 zerstört)[4]
- 1924: Sommerhaus auf Rügen[5]
- 1924–25 Eckmann-Speicher, Kiel[6]
- 1925: Lotseneigenheim, Holtenau[5]
- 1925: Haus Rosenblum, Kiel[6]
- 1925–26: Sartori & Berger-Speicher, Kiel[3]
- 1927: Verwaltungsbau für die Mecklenburgische Ritterschaftliche Brandkasse, Rostock[7]
- 1928: Geschäftshaus, Kiel, Holstenstraße 34–36.[8]
- 1936–37: Geschäftshaus Meislahn, Kiel
- 1951: Louisenheim, Kiel
- 1962–1966: Angerbauten der Christian-Albrechts-Universität,  zusammen mit dem Kieler Architekten Otto Schnittger (* 1905 Kiel; † 1983)[9]